# 기원전 85년

## 연호
- 전한(前漢) 시원(始元) 2년

## 기년
- 전한(前漢) 소제(昭帝) 2년